# Campionati europei di atletica leggera 2022 - Staffetta 4×400 metri maschile
La specialità della staffetta 4×400 metri maschile dei campionati europei di atletica leggera 2022 si è svolta tra il 19 e il 21 agosto all'Olympiastadion di Monaco di Baviera, in Germania.

## Podio
| Pos.    | Nazione       | Atleti                                                                 | Tempo   | Note                                     |
| ------- | ------------- | ---------------------------------------------------------------------- | ------- | ---------------------------------------- |
| Oro     | Gran Bretagna | Matthew Hudson-Smith, Charles Dobson, Lewis Davey, Alex Haydock-Wilson | 2'59"35 | Miglior prestazione personale stagionale |
| Argento | Belgio        | Alexander Doom, Julien Watrin, Kévin Borlée, Dylan Borlée              | 2'59"49 |                                          |
| Bronzo  | Francia       | Gilles Biron, Loïc Prévot, Téo Andant, Thomas Jordier                  | 2'59"64 | Miglior prestazione personale stagionale |

## Situazione pre-gara

### Record
Prima di questa competizione, il record del mondo (RM), il record europeo (EU) e il record dei campionati (RC) erano i seguenti.
| Record                | Tempo   | Nazione                                                                    | Data                                         | Competizione   |
| --------------------- | ------- | -------------------------------------------------------------------------- | -------------------------------------------- | -------------- |
| Record mondiale       | 2'54"29 | Stati Uniti (Andrew Valmon, Quincy Watts, Butch Reynolds, Michael Johnson) | 22 agosto 1993 Stoccarda, Germania           | Mondiali 1993  |
| Record europeo        | 2'56"60 | Gran Bretagna (Iwan Thomas, Jamie Baulch, Mark Richardson, Roger Black)    | 3 agosto 1996 Atlanta, Stati Uniti d'America | Olimpiadi 1996 |
| Record dei campionati | 2'58"22 | Gran Bretagna (Paul Sanders, Kriss Akabusi, John Regis, Roger Black)       | 1º settembre 1990 Spalato, Jugoslavia        | Europei 1990   |

### Squadra campione in carica
La squadra dei campioni europei in carica era prima della manifestazione sportiva:
| Campione | Nazione                                                               | Tempo   | Data                             | Competizione |
| -------- | --------------------------------------------------------------------- | ------- | -------------------------------- | ------------ |
| Europeo  | Belgio (Dylan Borlée, Jonathan Borlée, Jonathan Sacoor, Kévin Borlée) | 2'59"47 | 11 agosto 2018 Berlino, Germania | Europei 2018 |

### La stagione
Prima di questa gara, le squadre europee con le migliori tre prestazioni dell'anno erano:
| Pos. | Nazione                                                             | Tempo   | Data                                         |
| ---- | ------------------------------------------------------------------- | ------- | -------------------------------------------- |
| 1    | Belgio (Dylan Borlée, Julien Watrin, Alexander Doom, Kévin Borlée)  | 2'58"72 | 24 luglio 2022 Eugene, Stati Uniti d'America |
| 2    | Francia (Thomas Jordier, Loïc Prévot, Simon Boypa, Téo Andant)      | 3'01"35 | 24 luglio 2022 Eugene, Stati Uniti d'America |
| 3    | Rep. Ceca (Matěj Krsek, Pavel Maslák, Michal Desenský, Patrik Šorm) | 3'01"63 | 24 luglio 2022 Eugene, Stati Uniti d'America |

## Risultati

### Batterie
Le batterie si sono corse a partire dalle 11:10 del 19 agosto. Le prime 3 Nazioni di ogni batteria (Q) e i 2 migliori tempi tra le escluse (q) si qualificano alla finale.

#### Batteria 1
| Posizione | Corsia | Nazione     | Atleti                                                             | Tempo   | Note                                     |
| --------- | ------ | ----------- | ------------------------------------------------------------------ | ------- | ---------------------------------------- |
| 1         | 4      | Spagna      | Samuel García, Lucas Búa, Óscar Husillos, Manuel Guijarro          | 3'01"27 | Q,                                       |
| 2         | 6      | Paesi Bassi | Isayah Boers, Liemarvin Bonevacia, Jochem Dobber, Ramsey Angela    | 3'01"57 | Q,                                       |
| 3         | 5      | Germania    | Marvin Schlegel, Patrick Schneider, Marc Koch, Manuel Sanders      | 3'01"80 | (.798), Q,                               |
| 4         | 2      | Belgio      | Alexander Doom, Jonathan Borlée, Jonathan Sacoor, Dylan Borlée     | 3'01"80 | (.800), q                                |
| 5         | 1      | Polonia     | Szymon Dziuba, Tymoteusz Zimny, Mateusz Rzeźniczak, Karol Zalewski | 3'02"95 |                                          |
| 6         | 7      | Portogallo  | João Coelho, Mauro Pereira, Ericsson Tavares, Ricardo Dos Santos   | 3'03"59 | Record nazionale                         |
| 7         | 3      | Slovenia    | Jure Grkman, Lovro Mesec Košir, Matic Ian Guček, Rok Ferlan        | 3'03"68 | Miglior prestazione personale stagionale |
| -         | 8      | Svizzera    | Lionel Spitz, Charles Devantay, Filippo Moggi, Ricky Petrucciani   | dnf     |                                          |

#### Batteria 2
| Posizione | Corsia | Nazione       | Atleti                                                                      | Tempo   | Note                                     |
| --------- | ------ | ------------- | --------------------------------------------------------------------------- | ------- | ---------------------------------------- |
| 1         | 4      | Rep. Ceca     | Matěj Krsek, Pavel Maslák, Michal Desenský, Patrik Šorm                     | 3'02"07 | Q,                                       |
| 2         | 6      | Francia       | Gilles Biron, Loïc Prévot, Simon Boypa, Téo Andant                          | 3'02"09 | Q,TR24.8, TR17.4.3.                      |
| 3         | 1      | Gran Bretagna | Joseph Brier, Rio Mitcham, Lewis Davey, Alex Haydock-Wilson                 | 3'02"36 | Q,                                       |
| 4         | 8      | Italia        | Lorenzo Benati, Vladimir Aceti, Brayan Lopez, Pietro Pivotto                | 3'02"60 | q,                                       |
| 5         | 7      | Ucraina       | Oleksiy Pozdnyakov, Danylo Danylenko, Mykyta Barabanov, Oleksandr Pohorilko | 3'04"15 | Miglior prestazione personale stagionale |
| 6         | 3      | Ungheria      | Dániel Ajide, Tamás Máté, Zoltán Wahl, Attila Molnár                        | 3'04"71 |                                          |
| 7         | 2      | Turchia       | Oğuzhan Kaya, Kubilay Ençü Batuhan Altintaş, İsmail Nezir                   | 3'06"68 |                                          |
| 8         | 5      | Slovacchia    | Miroslav Marček, Patrik Dömötör, Martin Kučera, Šimon Bujna                 | 3'06"98 |                                          |

### Finale
La finale si è disputata alle ore 23:31 del 21 agosto.
| Posizione | Corsia | Nazione       | Atleti                                                                 | Tempo   | Note                                     |
| --------- | ------ | ------------- | ---------------------------------------------------------------------- | ------- | ---------------------------------------- |
| Oro       | 8      | Gran Bretagna | Matthew Hudson-Smith, Charles Dobson, Lewis Davey, Alex Haydock-Wilson | 2'59"35 | Miglior prestazione personale stagionale |
| Argento   | 2      | Belgio        | Alexander Doom, Julien Watrin, Kévin Borlée, Dylan Borlée              | 2'59"49 |                                          |
| Bronzo    | 6      | Francia       | Gilles Biron, Loïc Prévot, Téo Andant, Thomas Jordier                  | 2'59"64 | Miglior prestazione personale stagionale |
| 4         | 4      | Spagna        | Iñaki Cañal, Lucas Búa, Óscar Husillos, Samuel García                  | 3'00"54 | , TR17.4.3.                              |
| 5         | 3      | Paesi Bassi   | Isayah Boers, Liemarvin Bonevacia, Jochem Dobber, Ramsey Angela        | 3'01"34 | Miglior prestazione personale stagionale |
| 6         | 5      | Rep. Ceca     | Matěj Krsek, Pavel Maslák, Michal Desenský, Patrik Šorm                | 3'01"82 |                                          |
| 7         | 7      | Germania      | Marvin Schlegel, Patrick Schneider, Marc Koch, Manuel Sanders          | 3'02"51 |                                          |
| 8         | 1      | Italia        | Davide Re, Vladimir Aceti, Brayan Lopez, Edoardo Scotti                | 3'03"04 |                                          |